# Presidentvalet i USA 1860
Presidentvalet i USA 1860 var det nittonde presidentvalet i landet. Valet vanns för första gången av en företrädare för det relativt nybildade Republikanska partiet, den före detta kongressledamoten Abraham Lincoln. USA hade varit splittrat under större delen av 1850-talet i frågor om delstaternas rätt till självbestämmande, i synnerhet vad gällde slaveriet, och mot bakgrund av detta kom valet att leda till det amerikanska inbördeskrigets utbrott i april 1861. 

## Bakgrund
Slaverifrågan hade splittrat alla existerande partier såtillvida att Whigpartiet i princip upphört existera och merparten av dess anhängare slöt sig till de slaverifientliga republikanerna. Under presidentvalet 1860 kom denna fråga slutligen till sin spets och delade det tidigare dominerande Demokratiska partiet i två läger som nominerade var sin presidentkandidat. Demokraterna i norra USA gick till val på att USA:s territorier själva skulle få bestämma om de ville tillåta slaveri eller ej. Demokraterna i söder förkastade denna position och krävde istället lagstadgade garantier för rätten att äga slavar i samtliga territorier. Denna splittring inom det styrande partiet förde Abraham Lincoln till makten utan ens 40 % av rösterna och utan att han vann en majoritet av rösterna i en enda slavstat.

## Valresultat
Abraham Lincoln vann valet med 39,8 procent av rösterna och 180 elektorsröster. Demokraternas kandidat i nordstaterna, senator Stephen A. Douglas, fick 29,5 procent och 12 elektorsröster. De konservativa demokraterna i sydstaterna, som förespråkade slaveriet, nominerade vicepresident John C. Breckinridge istället för Douglas. Breckinridge erhöll 18,1 procent av rösterna men hela 72 elektorsröster. John Bell ställde upp för det moderata Constitutional Union Party och fick 12,6 procent och 39 elektorsröster.
Douglas var den stora förloraren med ett mycket utjämnat stöd i norr och inga utsikter att vinna röster i sydstaterna, där Breckinridge till stor del tagit hans plats på valsedeln. Douglas vann endast Missouris elektorer samt delade New Jerseys med Lincoln, som vann delstaten. Detta till trots vann Douglas nästan lika många röster som Breckinridge och Bell tillsammans, men kom även tillsammans med Bell långt efter Lincoln i samtliga nordstater utom de västra delstaterna Kalifornien och Oregon, som var oväsentliga för Lincolns seger.
South Carolina var ända sedan valet 1848 den enda delstat där elektorer inte valdes direkt av folket utan av delstatskongressen, som enhälligt valde Breckinridge. South Carolinas väljare är alltså ej inräknade i det sammanlagda resultatet.

## Följder av valet
Knappt en månad efter Lincolns seger kom proklamationer om utbrytning ur unionen från South Carolina och sex andra delstater, vilka samtliga stött Breckinridge och vägrade ge upp slaveriet. Utbrytardelstaternas självständighetsförklaringar avvisades som olagliga av den då sittande presidenten, James Buchanan, liksom av den tillträdande presidenten Abraham Lincoln. Efter att Lincoln övertog presidentämbetet i mars 1861 rustade nordstaterna och sedan sydstaterna erövrat militäranläggningen Fort Sumter lämnade ytterligare fyra delstater unionen. Därmed var öppet krig ett faktum.

### Fotnoter
1. ↑  Heck, Frank H. (1976). Proud Kentuckian: John C. Breckinridge, 1821–1875. Lexington, Kentucky: The University Press of Kentucky. sid. 82-84. ISBN 0-8131-0217-0. https://books.google.com/books?id=TpcfBgAAQBAJ&q=John+C.+Breckinridge+bachelor+of+arts+in&pg=PA6
2. ↑  Heidler, David S. Pulling the Temple Down: The Fire-Eaters and the Destruction of the Union ISBN 0-8117-0634-6, s. 149.
3. ↑  http://www.etymonline.com/cw/1860.htm